# Vũ Nghĩa, Kim Hoa
Vũ Nghĩa (chữ Hán phồn thể: 武義縣, chữ Hán giản thể: 武义县, âm Hán Việt: Vũ Nghĩa huyện) là một huyện thuộc địa cấp thị Kim Hoa, tỉnh Chiết Giang, Cộng hòa Nhân dân Trung Hoa. Huyện Vũ Nghĩa có diện tích 1577 km², dân số 330.000 người (năm 2002). Mã số bưu chính của huyện này là 321200. Huyện lỵ tại nhai đạo Hồ Sơn. Huyện Vũ Nghĩa được chia ra các đơn vị hành chính trực thuộc gồm 3 nhai đạo, 8 trấn và 7 hương. Các đơn vị này lại được chia thành 14 xã khu, 1 khu dân cư và 544 thôn hành chính.
- Nhai đạo biện sự xứ: Bạch Dương, Hồ Sơn, Nhiệt Khê.
- Trấn: Lý Thản, Đồng Cầm, Tuyền Khê, Vương Trạch, Đào Khê, trấn dân tộc Dư Liễu Thành, Tân Trạch, Giao Đạo.
- Hương: Đại Kiều, Bạch Mỗ, Thản Hồng, Tây Liên, Lan Cảng, Đại Khê Khẩu, Du Nguyên.